# Heinrich Röhr
Heinrich Röhr (* 30. März 1888 in Detmold; † 9. Mai 1969 ebenda) war Pädagoge, Referent der Landes- und Bezirksregierung für den Sportunterricht und Vorsitzender des Lippischen Heimatbundes.

## Biografie
Heinrich Röhr wurde am 30. März 1888 als Sohn eines Detmolder Fuhrmanns geboren und besuchte ab 1905 das Fürstlich-Lippische Lehrerseminar in Detmold, um sich als Volksschullehrer ausbilden zu lassen. Von 1908 bis 1914 war er als Volksschullehrer zunächst in Hohenhausen und ab 1910 in Hiddesen tätig. Im Januar 1914 begann für ihn ein neunmonatiger Lehrgang an der preußischen Landesturnanstalt Spandau. Hier lernte er fortschrittliche Unterrichtsmethoden an modernen Sporteinrichtungen kennen, die zu dieser Zeit in Lippe nahezu unbekannt waren. Anschließend meldete er sich freiwillig zum Wehrdienst im Ersten Weltkrieg und nahm am Frankreichfeldzug teil. 1916 wurde er verwundet und kam in französische Kriegsgefangenschaft, aus der er erst 1920 nach Detmold zurückkehrte. Danach erfolgte seine Anstellung als Turnlehrer am Lehrerseminar (1920–1925) und von 1925 bis 1953 war er am Gymnasium Leopoldinum in Detmold tätig. Zugleich erfolgte seine Berufung als Berater der Lippischen Landesregierung und er förderte im gesamten Freistaat den Bau von Sportanlagen.
Vom Leiter des Leopoldinums, Fritz Schulte, wurde Heinrich Röhr 1938 aufgrund seiner Verdienste um den Sportunterricht in Lippe zum Studienrat ernannt. Röhr war schon zum 1. Mai 1933 in die NSDAP eingetreten (Mitgliedsnummer 2.487.707), wurde von 1934 bis 1945 Leiter der Luftwarnzentrale in Detmold und war damit von Diensten in der NSDAP befreit. Hatten wir nicht allen Grund, uns zu schämen, schrieb er in seinen Memoiren, dass wir aus Angst um unsere nackte Existenz … vielleicht schon nach einer Stunde durch Armheben unsere Unterwerfung dokumentierten, im Hinblick auf die Reichspogromnacht 1938.
Die britische Militärregierung holte Röhr im Oktober 1945 in den Schuldienst zurück und er wurde 1947 erneut Referent der Bezirksregierung für Erwachsenenbildung, Sport und Jugendpflege. Von 1953 bis 1960 war er Vorsitzender des Lippischen Heimatbundes.
Bis 1956 unterrichtete er am Leopoldinum in den Fächern Deutsch und Sport und war nach seiner Pensionierung als Schriftsteller tätig.
Röhr verfasste Schriften, die unter anderem auf umfassenden Erinnerungen an das Detmold des späten 19. und frühen 20. Jahrhunderts basieren. Sein erstes Buch Liebes altes Detmold erschien 1962, das zweite kam unter dem Titel Die lange Straße als via triumphalis einer kleinen Residenz 1964 heraus. Röhr zeichnete hier ein liebenswertes Bild seiner Heimatstadt mit individuellen Beobachtungen. Seine Schriften erschienen ebenfalls als Abdruck in der Lippischen Landeszeitung. Er starb am 9. Mai 1969 in Detmold im Alter von 81 Jahren.